# Jesse Fuller
Jesse Fuller (The Lone Cat) (né le 12 mars 1896 à Jonesboro (Géorgie) - décédé le 29 janvier 1976 à Oakland, Californie, États-Unis d'Amérique) était un musicien homme orchestre américain (chant, guitare (12 cordes), fotdella, charleston, harmonica, kazoo et percussions).

## Biographie
Il est l'inventeur du « Fotdella » vers 1950/51 (nom de l'instrument inventé par sa femme), à l'époque il est musicien de rue et cette invention lui permet d'avoir un accompagnement de Basse (l'instrument ressemblant vaguement à une contre-basse), il lui suffit d'appuyer en général avec le pied droit sur les touches (6) disposées en bas de l'instrument. Véritable « Homme Orchestre » car il jouait à la fois de la Guitare, Harmonica ou Kazoo, du Hi-Hat (cymbales) avec le pied gauche, du Fotdella et il chantait. Il a appris la guitare 12 cordes grâce à la rencontre avec Leadbelly fin des années 1940, c'est cet instrument qu'il pratique le mieux. Son répertoire est très varié, composé de Blues, Spirituals, Work songs. Il peut être classé comme un « Songster » complètement intégré au folklore noir américain.
Il a enregistré sur divers labels de 1954 à 1965 comme P.Vine, Arhoolie, Good Time Jazz, Prestige, Vanguard, Fontana.
Avant d'être reconnu comme chanteur, il a fait de la figuration au cinéma dans un petit rôle du Voleur de Bagdad. Douglas Fairbanks lui procure une concession d'un stand de "Hot-Dogs" en face des studios United Artists d'Hollywood. Il vend ses boissons, cire les chaussures et joue à l'homme orchestre attirant pourboires et clients.
Reconnu par son morceau San Francisco Bay Blues enregistré en 1954 sur le label World Song dont il a par la suite enregistré plusieurs versions, repris par entre autres par Jack Elliott en 1957, par Noel Harrison en 1958, par les Journeymen, Burr Bailey and the Six Shooters, Joe & Eddie, les New World Singers, les Weavers en 1963, par les Brothers Four, par les Four Pennies, Glenn Yarborough, les Just IV, les Rooftop Singers, les Tarriers, Casey Anderson, les Nomads, les Travelers 3, Go-Go Singers en 1964, par  Johnny Maddox, Paul Clayton, Peter, Paul and Mary en 1965, par Richie Havens en 1967, par Wally Whyton, Lou Gossett en 1968, par Mungo Jerry en 1970, par les Woolies en 1971, par Phoebe Snow en 1974, par Janis Joplin en 1975, par Dave Kelly en 1979, par Paul McCartney en 1991, par Eric Clapton sur Unplugged en 1992, par Magna Carta en 2000 et par Hot Tuna.
Il a enregistré pour la bande sonore du film "The Great White Hope" (1970) dont le titre français est "L'insurgé" - https://www.imdb.com/title/tt0065797/